# 康羅冰川
康羅冰川（英語：Conrow Glacier），是南極洲的冰川，位於維多利亞地，處於巴特利冰川以西，流經阿斯加德山脈，由美國研究隊命名，現時由南極條約體系管理。